# Antonio Camacho Pichardo
Antonio Camacho Pichardo (Sevilla, 21 de septiembre de 1895 - Sevilla, 11 de julio de 1925) fue un catedrático de escuela de comercio, abogado, economista, periodista y ateneísta español, que desarrolló su actividad principalmente en Sevilla y Gijón.

## Biografía
Antonio Camacho Pichardo era hijo de Antonio Camacho Álvarez de Perea (originario de Yunquera, Málaga) y Catalina Pichardo Muñoz (oriunda de Hinojos, Huelva). Nació en la calle Toneleros de Sevilla en 1895 y tuvo cuatro hermanos. Su padre era docente en la Academia Politécnica Sevillana.

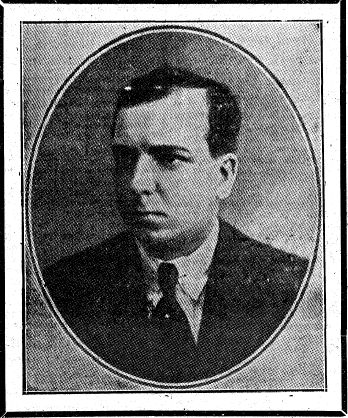
Retrato de Antonio Camacho Pichardo (hacia 1924)

Estudió el bachillerato en el Instituto General y Técnico de Sevilla y la carrera de Derecho en la Universidad de Sevilla. En régimen de enseñanza libre, también obtuvo los títulos de Maestro, Maestro Superior, Contador Mercantil y Profesor Mercantil. En 1917 alcanzó el grado de doctor en derecho por la Universidad Central de Madrid. En Sevilla, Antonio Camacho ejerció de abogado, empezó a colaborar en la prensa local como publicista y se involucró intensamente en las actividades del Ateneo de Sevilla.  
En 1918 logró el primer puesto en las oposiciones a catedrático de escuela de comercio para las materias Legislación Mercantil Comparada, Economía Política y Legislación de Aduanas. Descartó como destinos Valladolid y Palma de Mallorca, decantándose por la Escuela de Comercio de Gijón. Antonio Camacho fue el segundo catedrático de escuela de comercio más joven de España, solo por detrás de Germán Bernácer.  

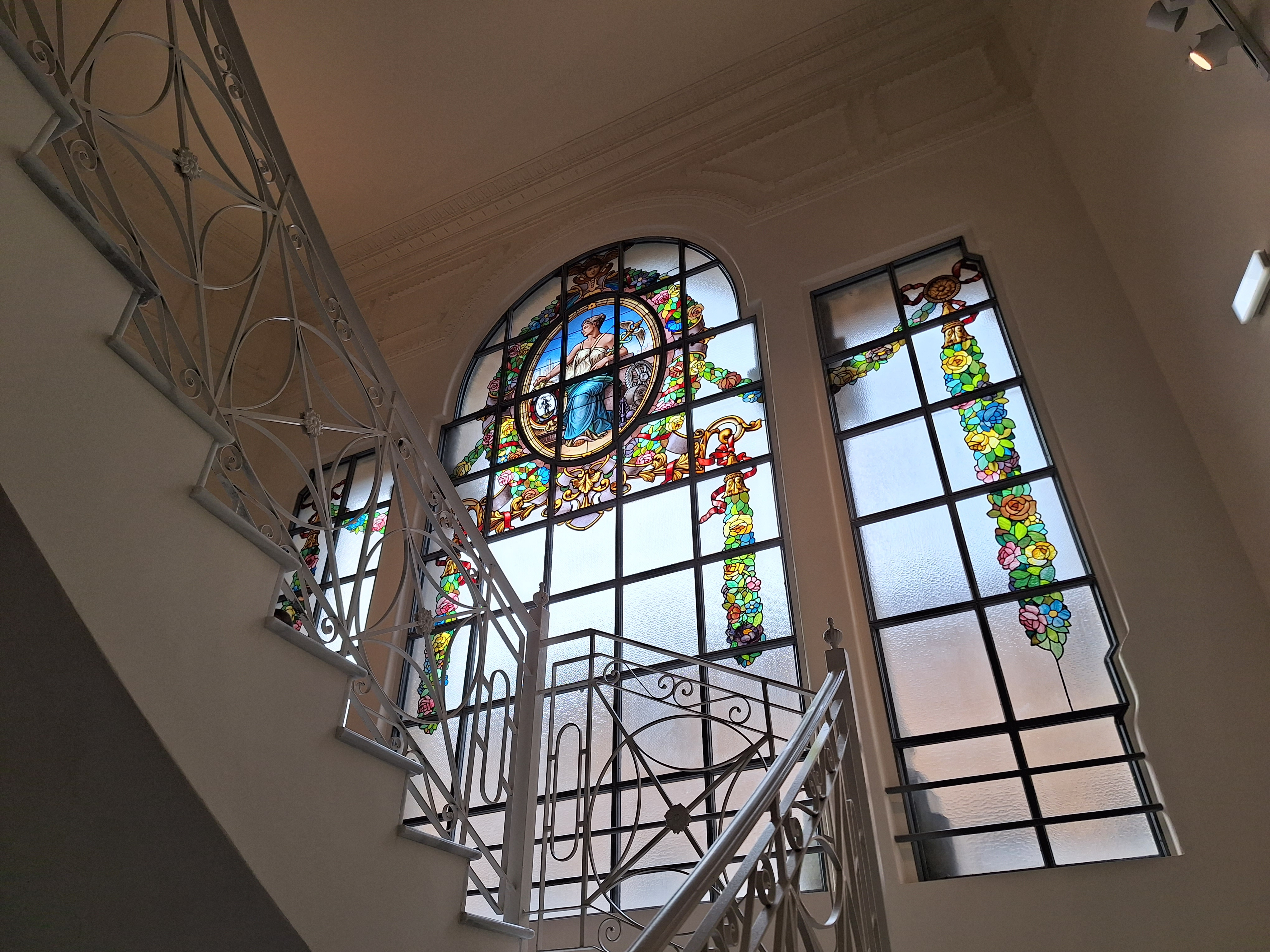
Vidriera de la Escuela de Comercio de Gijón, obra de los talleres La Veneciana de Zaragoza (c. 1910-1911).

Durante los siete años que Camacho estuvo destinado en Gijón, compaginó las labores de su cátedra con el ejercicio de la abogacía y la redacción de obras de temática económica. Sus contribuciones se publicaron en Revista Nacional de Economía, Ingeniería y Construcción y Revista Industrial-Minera Asturiana. Asimismo, fue el primer director del diario La Prensa y escribió centenares de artículos para esta cabecera. En el ámbito de la cultura, fue un miembro destacado del Ateneo Obrero de Gijón, ejerciendo de secretario de la entidad, presidente de la Biblioteca Circulante y vocal de distintas secciones. A su iniciativa, se deben las primeras exposiciones individuales de los pintores Paulino Vicente y Mariano Moré. En el Ateneo gijonés trabó relación con Gerardo Diego, José Moreno Villa, Evaristo Valle, José Díaz Fernández, Julián Ayesta Manchola o Fernando García Vela, entre otros. También arbitró y compitió en un torneo de ajedrez con Alexander Alekhine. 
Tras el desastre de Annual y como acto de protesta, Antonio Camacho presentó su candidatura a diputado a Cortes por el distrito de Tineo (Asturias) en las elecciones generales de 1923, disputando el puesto al exministro Salvador Bermúdez de Castro O'Lawlor, Marqués de Lema. En 1924, participó en la comisión encargada de elaborar un informe oficial sobre la industria hullera en Asturias, integrándose posteriormente como vocal en la Comisión de Combustibles.  
En junio de 1925, consiguió el traslado de su cátedra a la Escuela de Comercio de Sevilla. A los pocos días de tomar posesión de la nueva plaza, Antonio Camacho falleció de forma prematura a los 29 años por tifus.

## Premios y distinciones
- 1913. Premio en los Juegos Florales de Albacete.
- 1914. Premio en los Juegos Florales de Novelda.
- 1915. Premio Extraordinario de licenciado en Derecho.
- 1918. Premio de la Asociación Nacional de la Prensa de Seguros.
- 1926. Mediante Real Orden de presidente del Consejo de Ministros se agradece el trabajo realizado en la Comisión hullera.
- 1933. El Ayuntamiento de Sevilla renombró la céntrica calle Dormitorio como Camacho Pichardo como reconocimiento a su trayectoria. Este cambio se revirtió en 1938, durante la Guerra Civil, en la Sevilla controlada por el general Queipo de Llano.

## Obras destacadas
Camacho Pichardo, A. (1918). “Lo económico en lo jurídico”. Revista General de Legislación y Jurisprudencia, Vol. 66, Nº 133, 177-193.
Camacho, A. (1922). Memoria del curso de 1921 del Ateneo Obrero de Gijón. Madrid: Ateneo Obrero de Gijón.
Camacho, A. (1922). “Asturias. Banca. Estadística del año 1921”. Revista Nacional de Economía, Año VII, Tomo XII, Nº 36, 285-304.
Camacho, A. (1922). “Asturias. Un nuevo arbitrio municipal. Las últimas huelgas. Ferrocarriles regionales”. Revista Nacional de Economía, Año VII, Tomo XIII, Nº 38, 105-120.
Camacho, A. (1922). “Asturias. Minas. Tracción (ferrocarriles y tranvías). Consumo de alcohol”. Revista Nacional de Economía, Año VII, Tomo XIII, Nº 39, 285-303.
Camacho, A. (1922). “Asturias. Puerto de Gijón. Musel”. Revista Nacional de Economía, Año VII, Tomo XIII, Nº 40, 603-623.
Camacho, A. (1922). “Las comunicaciones ferroviarias en Asturias”. Revista Industrial-Minera Asturiana, Año VIII, Nº 183, 16 de diciembre, 369-370. 
Camacho, A. (1923). Ensayo de unos rudimentos de Economía moderna. Tomo Primero. Ávila: Senén Martín.
Camacho, A. (1924). Ensayo de unos rudimentos de Economía moderna. Tomo Segundo. Ávila: Senén Martín.
Camacho, A. (1924). “Puerto de Gijón-Musel”. En J.M. de Barbáchano (director) El libro de oro de la economía astur. Año 1924. Sin información de lugar de impresión y editorial.
Camacho, A. (1924). “Asturias. Minas (Estadísticas de 1922)”. Revista Nacional de Economía, Año IX, Tomo XVII, Nº 53, 67-74.
Camacho, A. (1925). “Asturias. El volumen de la extracción del carbón. Transportes. De puertos”. Revista Nacional de Economía, Año X, Tomo XX, Nº 60, marzo-abril, 225-231.
Aldecoa, M. de; Artigas, J.A. de; García Loygorri, A.; Camacho, A. (1926). Dictamen oficial sobre la industria hullera en Asturias. Madrid: Consejo Nacional de Combustibles.

## Obras sobre Antonio Camacho
En el catálogo de la exposición Líneas al vuelo, el crítico de arte Francisco Crabiffosse Cuesta reivindicó el papel jugado por Antonio Camacho en la vida cultural asturiana de principios del siglo XX.
Un trabajo biográfico sobre Antonio Camacho obtuvo el Premio de investigación Rosario de Acuña 2022 (XXIV edición).